# Gaius Iulius Camilius Asper
Gaius Iulius Camilius Asper war ein römischer Politiker und Senator des 3. Jahrhunderts n. Chr. 
Asper stammte aus der tribus Galeria in Attaleia. Wohl unter seinem Vater Gaius Iulius Asper war er Quästor in der Provinz Africa und vor 212 Straßenkurator der Via Appia. 212 wurde Asper zusammen mit seinem Vater ordentlicher Konsul. Noch im gleichen Jahr fiel sein Vater in Ungnade und wurde zusammen mit ihm verbannt, später aber wieder begnadigt. Außerdem war Asper sodalis Augustalis (Kaiserpriester) und Pontifex, und Patron von Britannia und Mauretania Tingitana.
Sein Sohn Gaius Iulius Camilius Asper war unter anderem Suffektkonsul.